# РК Челик Зеница
РК Челик је рукометни клуб из Зенице (ФБиХ, БиХ) основан 1950. године. Првобитни назив клуба је био РК „Зеница”, да би током 1970-их промијенио име у РК „Челик” Зеница, што је и тренутно име клуба. РК Челик спада у најстарије рукометне клубове у БиХ. Никада није престајао са радом.
У сезони 2008/09, РК Челик у Првој лиги ФБиХ изборио је пласман и улаз у Премијер лигу БиХ за сезону 2009/10. Предсједник клуба је Пане Шкрбић.

## Састав у сезони 2009/10
- Бегагић Алдин
- Бајрамовић Един
- Дервенчић Мирза
- Гушић Един
- Касумовић Тарик
- Екиновић Амер
- Тренер:
- Помоћни тренер: Сањин Алдобашић

## Дворана
Синоним за зенички рукомет представља Рукометни стадион „Папирна”, на чијем су отвореном бетонском терену училе и стасале многобројне генерације зеничких рукометаша. У склопу стадиона се налазе и службене просторије клуба. У прошлости, РК Челик је своје службене утакмице играо у дворани „Билимишће”. Од сезоне 2009/10, РК Челик своје утакмице игра у Зеничкој арени. Клуб је био организатор првог спортског догађаја у новоизграђеној Арени Зеница, када су 24. априла 2009. угостили екипу РК Грачаница и побједом у том сусрету осигурали пласман у Премијер лигу БиХ у рукомету.

## Познати играчи
- Заим Кобилица
- Аднан Хармандић
- Емир Шахиновић
- Аднан Шабановић
- Бакир Буљугија
- Андреас Доминиковић
- Един Бајрамовић
- Владимир Чупковић
- Нермин Башић
- Алдин Бегагић
- Давор Кадић
- Алмир Османхоџић
- Анес Бечић
- Тарик Касумовић
- Едуард Мартић
- Драган Старчевић
- Јошко Јукић
- Елвис Бркић
- Данко Панић
- Едвин Беговић
- Горан Каленић
- Иван Савковић
- Мирза Дервенчић
- Горан Шаренац
- Един Татар
- Даворин Прскало
- Бојан Стојановић
- Немања Безбрадица
- Милан Иванчев
- Ранко Божић
- Един Гушић
- Хасо Чосић
- Милан Дувњак
- Енес Скопљак
- Давор Лучић
- Марко Панџић
- Семир Мемић
- Алмир Балаш
- Дервиш Бирдахић
- Никола Граховац
- Амер Екиновић
- Ајдин Туфекчић
- Славенко Бабић
- Марко Чабаи
- Стефан Бугарчић
- Енес Сирчо
- Аднан Бегагић
- Селдин Ризвановић
- Кемал Видимлић
- Един Куловић
- Мустафа Бабић
- Џенан Хоџић
- Ахмед Оруч
- Јасмин Бегановић
- Хамза Хаџић

## Познати бивши тренери
- Срђан Праљак
- Мехмед "Меха" Беговац
- Махмут "Машо" Обралић
- Владимир Зељко
- Златан "Златко" Сарачевић
- Љубомир Филиповић
- Миланко Савчић
- Зденко Антовић
- Сенад Скопљак
- Мехмед "Меха" Беговац
- Аднан Башић